# Adieu

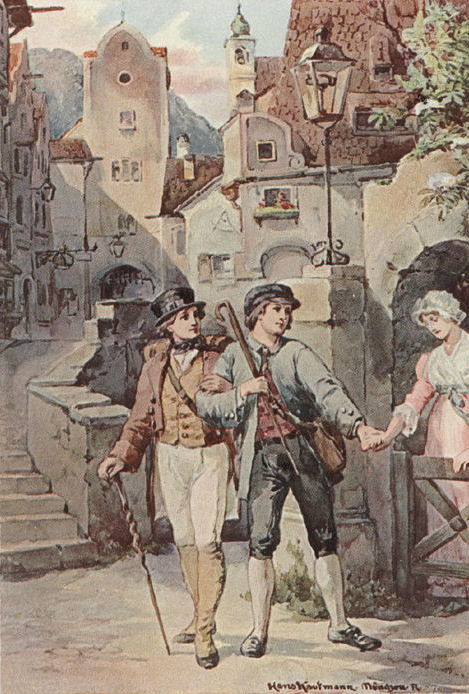
Vom Mädchen reißt sich stolz der Knabe

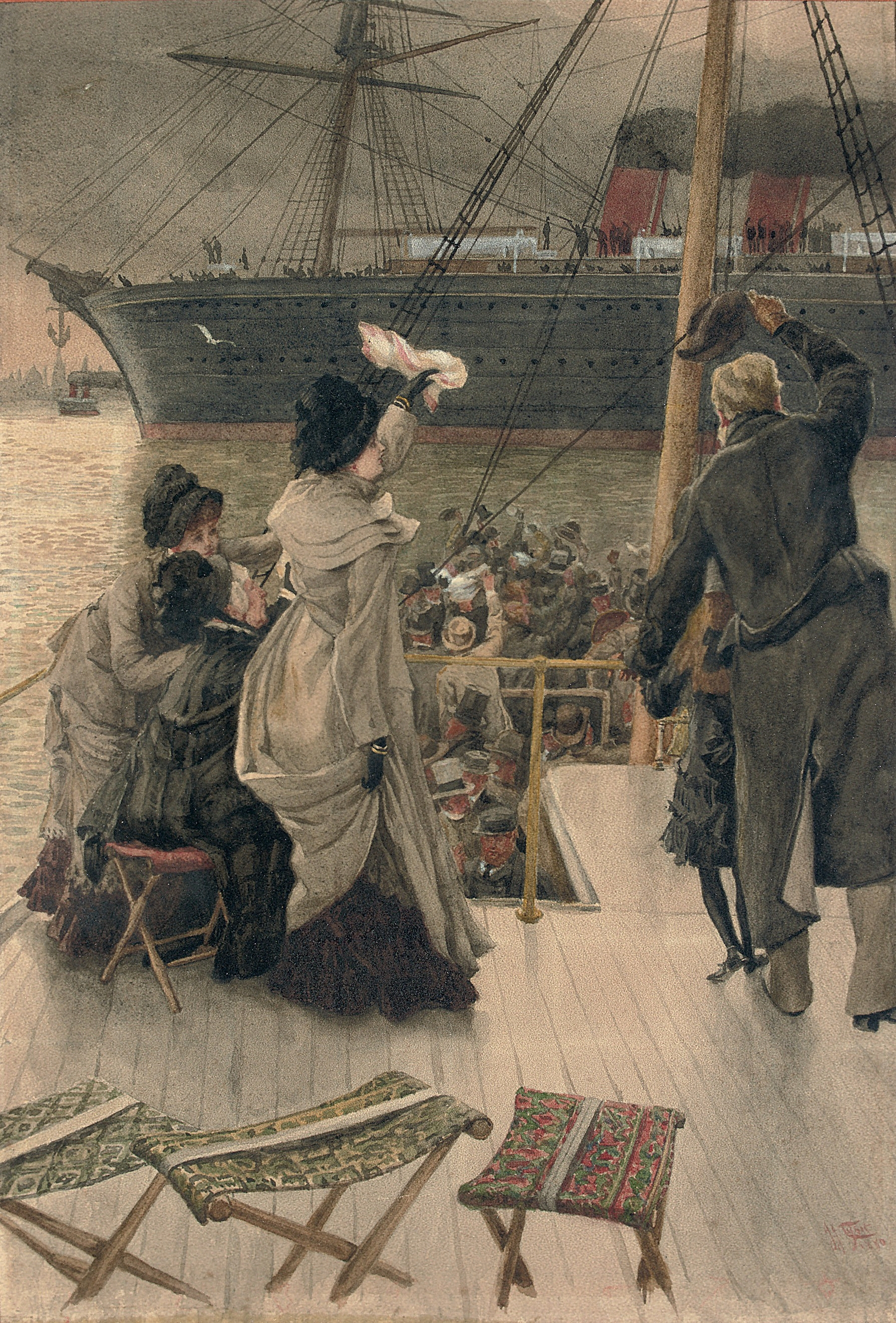
Adieu mit Tuch und Tränen

Adieu (auch ade, ada, adjö, adje, ädi, adet und ähnlich) ist ein Abschiedsgruß, der in Frankreich und in der Schweiz sowie in einigen Regionen in Süddeutschland und Österreich benutzt wird. Auch Tschüs hat seinen etymologischen Ursprung in adieu.

## Herkunft und Bedeutung
Das Wort setzt sich aus den beiden französischen Wörtern à „bei“ und dieu „Gott“ zusammen, deren Wurzeln im lateinischen ad deum „zu Gott (hin)“ liegen. Es bedeutet somit etwa „Gott befohlen“. Andere romanische Sprachen kennen es ebenfalls, z. B. spanisch ¡Adiós!, hier auch el adiós „Abschied“, portugiesisch Adeus! oder italienisch addio. Grammatikalisch ist es eine Interjektion.

## Geschichte und Verbreitung

Propaganda-Verschlussmarke aus der Zeit des Ersten Weltkriegs

Im Deutschen war Adieu bis 1914 der geläufigste Abschiedsgruß, wurde aber bei der damals einsetzenden antifranzösischen Sprachpropaganda recht erfolgreich außer Gebrauch gesetzt („Fort mit dem welschen Gruß ‚Adieu‘! Wir grüßen deutsch ‚Auf Wiedersehn‘!“). 
Der Gebrauch der im deutschsprachigen Raum in der im Süd- und südwestdeutschen entwickelten Form ade ist noch aktuell. Aus diesem Grund kommt es vor allem im alemannischen und schwäbischen Mundartbereich häufig vor. Im schwäbischen Raum ist auch die abgewandelte Form adet gebräuchlich. In Württemberg wird meist von älteren Menschen der Abschiedsgruß ada oder adele verwendet. Im fränkischen Raum ist ade ebenfalls noch in allen Generationen als alltäglicher Abschiedsgruß etabliert, wird aber zunehmend vom norddeutschen Tschüss verdrängt. Besonders im oberfränkischen Raum wird, wie dort bei vielen Worten üblich, oft die verkleinerte Form adela verwendet.
Ade findet sich auch im Titel etlicher Volkslieder wie beispielsweise Ade zur guten Nacht, Liebchen adé, Winter, ade! Scheiden tut weh und Nun ade, du mein lieb Heimatland.
In weiten Teilen des deutschen Sprachraums außer dem Süden sind Abwandlungen wie das nordwest- und norddeutsche Tschüss (adjüs) oder das rheinische tschö gebräuchlicher. Mittlerweile ist unter Jugendlichen in ganz Deutschland vor allem das italienische ciao gebräuchlich. In Südbayern, dem Schwäbischen sowie in Österreich gilt Servus.
In der Deutschschweiz ist adieu beziehungsweise adje sehr verbreitet. Beide Abschiedsgrüße werden verwendet, wenn man per Sie ist. (Beim Duzen wird ciao, tschau oder jünger Tschüss gesagt.) In der Romandie, also der französischsprachigen Westschweiz, wird adieu nicht nur als familiärer Abschiedsgruß, sondern auch als familiäre Begrüßung verwendet.
Adieu wird heutzutage in Deutschland oft auch im Sinne von „auf Nimmerwiedersehen“ bzw. „lebe wohl“ verwendet, wenn man davon ausgeht, dass man die zu verabschiedende Person/Sache nicht wiedersieht bzw. nicht wiedersehen möchte.